# Time of the Apes
Time of the Apes è un film televisivo del 1987, diretto da Kiyo Sumi Fukazawa ed Atsuo Okunaka.
In realtà, il film altro non è che diversi episodi della serie Saru no Gundan, inclusi il primo e l'ultimo, montati insieme dal produttore televisivo Sandy Frank al fine da renderlo un film autonomo.

## Trama
In un laboratorio, Catherine e due bambini, Johnny e Caroline, si rifugiano in alcune capsule criogeniche durante un terremoto. Una volta risvegliatisi scoprono di trovarsi su un pianeta popolato da scimmie antropomorfe.

## Distribuzione

### Home Video
Il film è stato rilasciato anche su VHS dalla Just for Kids Home Video della Celebrity Home Entertainment a metà del 1988.

## Altre trasmissioni
Il film è stato anche presentato due volte nella serie Mystery Science Theater 3000: nel 1989, quando la serie era trasmessa su KTMA e poi nel 1991 quando la serie era trasmessa su Comedy Central.